# In den Schuhen meiner Schwester
In den Schuhen meiner Schwester (Originaltitel: In Her Shoes) ist ein US-amerikanischer Spielfilm aus dem Jahr 2005. Der Regisseur ist Curtis Hanson, das Drehbuch schrieb Susannah Grant anhand eines Romans von Jennifer Weiner. Die Hauptrollen spielen Cameron Diaz und Toni Collette. In Deutschland sahen den Film fast eine Million Zuschauer in den Kinos.

## Handlung
Maggie Feller muss das Haus ihrer Stiefmutter Sydelle verlassen und zieht bei ihrer Schwester Rose ein, die als Rechtsanwältin arbeitet. Die Schwestern streiten sich ständig, meistens wegen des unsoliden Lebenswandels von Maggie, aber auch um die Schuhe, die Maggie sich öfter bei Rose ausleiht. Als Rose eines Tages Maggie und Jim, ihren Chef und Liebhaber, zusammen im Bett erwischt, setzt sie Maggie vor die Tür.
Maggie fährt nach Florida zu ihrer Großmutter Ella Hirsch. Sie möchte von ihr 3000 US-Dollar bekommen, um nach New York City zu fahren und dort eine Karriere als Schauspielerin zu starten. Ella vermittelt ihr stattdessen einen Job in einem Altenheim. Gleichzeitig verspricht sie, das von Maggie verdiente Geld aus den eigenen Mitteln zu verdoppeln.
Währenddessen kündigt Rose ihren Job als Anwältin und arbeitet als Hundeausführerin. Sie trifft den ehemaligen Kollegen Simon Stein, mit dem sie sich immer häufiger verabredet. Der Gourmet Stein führt sie in ausgesuchte Restaurants.
Die an Legasthenie leidende Maggie freundet sich im Altersheim mit einem blinden, bettlägerigen Literaturprofessor an, dem sie vorliest. Dadurch lernt sie, fehlerfrei zu lesen. Ein Gedicht, in dem die Freundschaft zweier Frauen beschrieben wird, bewegt sie zutiefst. Ella erzählt ihrer Enkelin Maggie von deren durch Suizid per Autounfall verstorbenen Mutter, die unter manischen Depressionen litt, und setzt sich dafür ein, dass die Schwestern sich wieder versöhnen.
Nach ihrer Verlobung und anschließendem Streit mit Stein kommt Rose nach Florida und versöhnt sich mit Maggie. Bei Roses und Simons Hochzeit rezitiert Maggie ein weiteres Gedicht, das sie sehr stark bewegt und ihre Gefühle für ihre Schwester ausdrückt.

## Kritiken
Der Film erhielt eher positive Kritiken, doch einige Kritiker bezeichneten die Handlung als zu wenig komplex oder kitschig.
James Berardinelli kritisierte auf ReelViews das Drehbuch, welches er eher für eine Folge einer Sitcom wie Golden Girls geeignet hielt. Er lobte stark die Darstellung von Toni Collette und Shirley MacLaine sowie die als „verzogene Göre“ von Cameron Diaz.

„In den Schuhen meiner Schwester ist letztlich nicht mehr als ein wertkonservativer Frauenfilm, der ein gut aufgelegtes Ensemble ausschliesslich dazu einsetzt, seinen Protagonistinnen, denen anfangs ein Leben auf eigenen Füßen, unabhängig von den Zwängen der bürgerlichen Familie, zumindest im Bereich des Möglichen erschien, wieder die Aufgaben als Mütter und Ehefrauen zuzuweisen. Damit spricht der Film möglicherweise einem großen Teil des Publikums aus dem Herzen, die gesellschaftliche Entwicklung geht aber in eine andere Richtung.“

## Nominierungen / Auszeichnungen
Toni Collette und Shirley MacLaine wurden im Jahr 2005 für den Satellite Award nominiert. Shirley MacLaine wurde 2006 für den Golden Globe Award nominiert. Des Weiteren wurde die Hauptdarstellerin Cameron Diaz im Jahr 2006 für den Imagen Foundation Award in der Kategorie: Beste Schauspielerin (Best Actress) nominiert. Eine Nominierung in der gleichen Kategorie, allerdings bei der Vergabe der AFI Awards, erhielt ebenfalls im Jahr 2006 die Schauspielerin Toni Collette.
Die Deutsche Film- und Medienbewertung FBW in Wiesbaden verlieh dem Film das Prädikat besonders wertvoll.

## Trivia
- Die Romanautorin Jennifer Weiner sowie ihre Schwester Molly und ihre Großmutter spielen im Film kleine Nebenrollen.
- Bei den Gedichten, die Maggie einem alten Mann vorliest, handelt es sich zum einen um die Villanelle One Art, die 1976 von Elizabeth Bishop und zum anderen um Lass den Abend kommen, Original Let Evening come, das von Jane Kenyon geschrieben wurde.
- Bei dem Gedicht, das Maggie am Ende des Filmes auf der Hochzeit vorliest, handelt es sich um I carry your heart with me von E. E. Cummings.
- Während Rose ihre Krise überwindet, läuft sie mehrere Male die berühmten Stufen des Philadelphia Museum of Art hoch, welche sie, wie in der Vorlage Rocky, schließlich bezwingt. Die „Rocky Steps“ sind in der Popkultur zum Zeichen desjenigen geworden, der sich seiner Herausforderung stellt.